# Steelpan

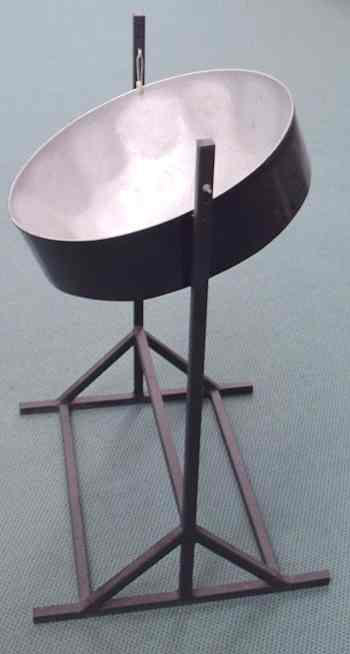
Steeldrum

Die Steelpan, auch Steeldrum („Stahlpfanne“ bzw. „Stahltrommel“), ist ein den Idiophonen zugeordnetes Schlaginstrument, das auf Trinidad entstanden ist. Ein Ensemble mit mehreren Steelpans heißt Steelband. Hergestellt werden Steelpans aus einem konkav getriebenen Feinblech in Form eines runden Metall-Resonanzkörpers (traditionell: Ölfass), in das Tonfelder (Klangflächen) getrieben werden, um Töne zu erzeugen. Die Tonfelder werden mit Schlägeln angeschlagen.

## Bauform

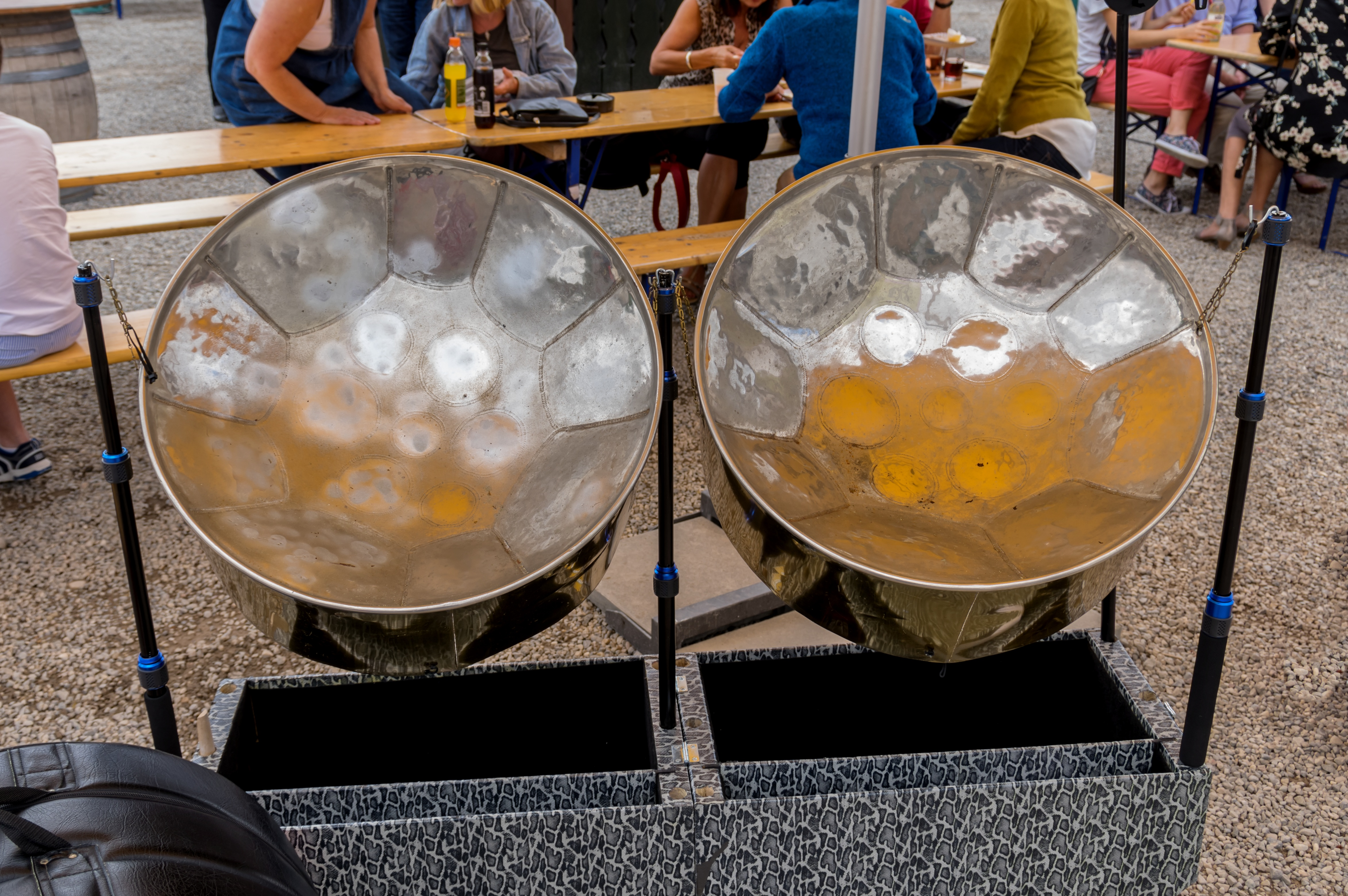
Steelpans von Emile Borde auf dem Zelt-Musik-Festival 2017

Die Steelpan wird oft auch als Steeldrum bezeichnet. Dieser Ausdruck hat sich vor allem in den USA durchgesetzt. Als Steeldrum wird in Trinidad allenfalls das Rohmaterial bezeichnet, aus dem eine Steelpan gebaut wird. Mit pan ist das Material und die einwärts gewölbte Schlagfläche gemeint, drum bezieht sich auf die wie eine Trommelmembran geschlagene Blechplatte und die einer Rahmentrommel entsprechende Form.
Die Steelpan als Musikinstrument wird am besten aus der Funktion innerhalb des Kollektivs eines Pan-Orchesters verstanden. Dieses setzt sich immer aus folgenden Instrumenten zusammen (nach Tonhöhe geordnet):
- Tenor (Sopran)
- Double Tenor (Sopran)
- Double Second (Alto)
- Double Guitar (Tenor)
- Triple oder Four Cello (Bariton)
- Quadrophonics (Bariton)
- Bass

In dieser Kombination wird ein Tonumfang von ca. sechs Oktaven abgedeckt. Eine solchermaßen ausgestattete Steelband ist in der Lage, praktisch alle typische Orchestermusik aufzuführen.
Die Tonumfänge sind normalerweise chromatisch, so dass alle Tonarten gespielt werden können. Verbreitet sind auch pentatonische Stimmungen. Steelpans für nur eine Tonart sind selten, kommen aber vor.
Die Tonfelder werden mit Schlägeln aus Holz oder Aluminium angeschlagen, die an ihrem Spielende mit Gummi umwickelt oder bespannt sind.

## Herkunft

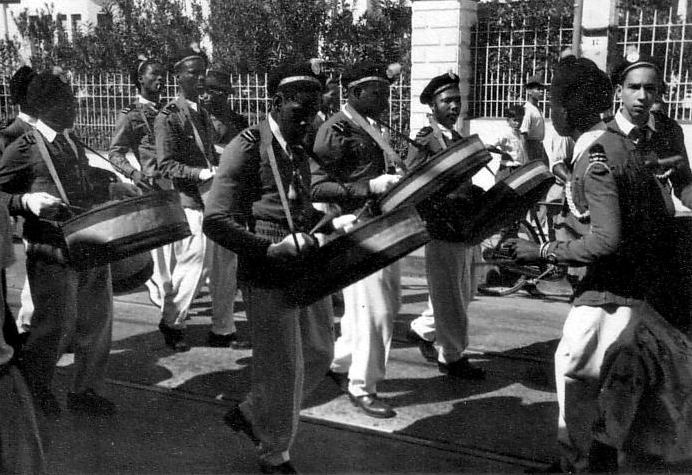
Eine Steelband in Port of Spain in den frühen 1950er-Jahren

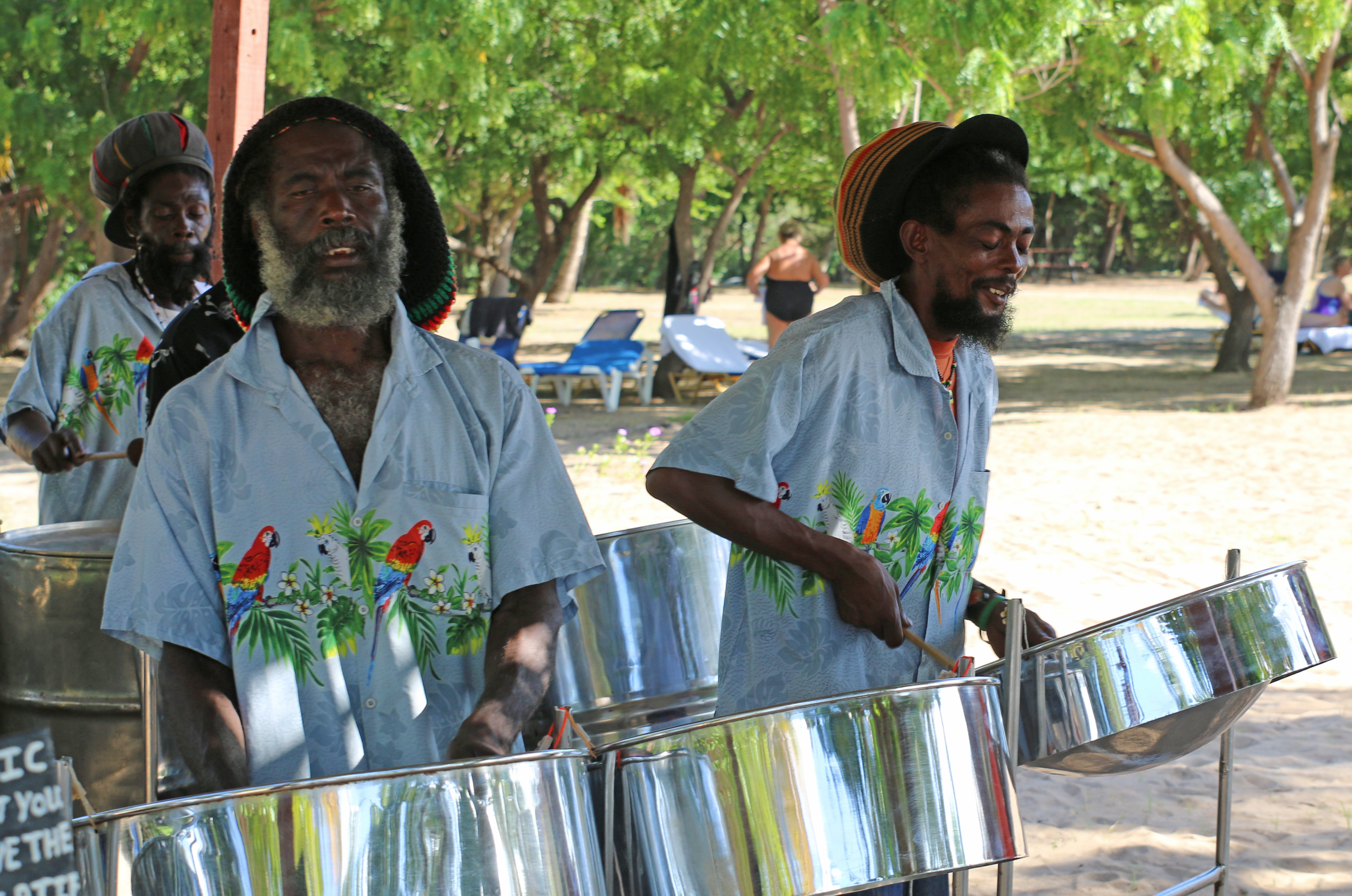
Steelband auf Mayreau (Grenadinen)

Das Instrument wurde in den 1930er-Jahren von afrikanischen Arbeitern auf Trinidad erfunden und ist dort das Nationalinstrument. Die britischen Kolonialherren verboten in den 1880er Jahren den afrikanischen Arbeitern den Gebrauch ihrer Trommeln. Deshalb suchte die Unterschicht nach neuen Möglichkeiten des musikalischen Ausdrucks und führte die Bambusstampfrohre tamboo bamboo ein. Diese und die indische Kesseltrommel tassa bilden die Grundlage für die Entwicklung der Steelpan.
In diesem Inselstaat spielt die Erdölproduktion eine wichtige Rolle und hat erheblich zur Industrialisierung von Trinidad beigetragen. Somit entstanden die ersten Steelpans aus ausrangierten Ölfässern, die es in Trinidad durch die Ölindustrie im Überfluss gab. Während des Zweiten Weltkriegs wurden die Karnevalsfeierlichkeiten auf Trinidad ausgesetzt. Das Ende des Krieges wurde von der Bevölkerung überschwänglich gefeiert. An den Feierlichkeiten des V-Days waren erstmals Steelbands in den Straßen von Port of Spain zu hören. Da der Karneval traditionell ein großer Umzug ist, wurden die Steelpans mit Gurten um den Hals der Spieler gehängt, so war man mobil. Daher stammt der Ausdruck „Around-the-neck-Pans“. Diese Instrumente waren aufgrund der limitierten Platzverhältnisse auf einem Ölfass (Resonanzkörper) nicht chromatisch, man konnte z. B. auf einer Single Guitar nur eine D-Dur-Tonleiter platzieren.
Die Steelpan ist kultureller Ausdruck und soziales Ventil des trinidadischen Volkes, das sich mehrheitlich aus ehemaligen afrikanischen Sklaven und indischen Kontraktarbeitern zusammensetzt. Wie, wo und wann genau die Entwicklung der Steelpan begann, kann heute nicht mehr mit Sicherheit bestimmt werden. Tatsache ist jedoch, dass in den Anfängen dieser Geschichte regelrechte Bandenkriege zwischen den Stadtteilen von Port of Spain das Tagesgeschehen beherrschten. Rivalitäten zwischen einzelnen Bands (Gangs) nahmen dermaßen brutale Dimensionen an, dass britische Ordnungshüter sich nur noch durch noch größere Gegengewalt zu helfen wussten. Mit der Zeit gelang es den Trinidadern, die vorhandene Energie produktiv umzusetzen, in eine musikalische Konkurrenz. Man stand nun im Wettstreit um den mächtigeren Klang eines Orchesters oder auch darum, welche Gruppe die Instrumente mit dem größeren Tonumfang besaß. Als wegweisende Pioniere dieser Epoche werden Winston „Spree“ Simon, Anthony Williams, Neville Jules und Elliot „Ellie“ Mannette erwähnt, um hier nur einen Bruchteil einer riesigen Gruppe von innovativen (damals sehr jungen) Menschen zu nennen.
Internationale Aufmerksamkeit erlangte die noch sehr junge Steelpan, als TASPO (Trinidad All Steel Percussion Orchestra) 1951 nach England eingeladen wurde, um am Festival of Britain dieses neuartige Musikinstrument zu präsentieren. Einige Musiker dieser Gruppe blieben darauf in England (Sterling Betancourt) und machten die Steelpan erfolgreich in Europa bekannt. Wieder andere Trinidader trugen die Steelpan und die Musik Trinidads (Calypso) nach Amerika und um die ganze Welt. Die 2006 aufgelöste Fluggesellschaft BWIA West Indies von Trinidad und Tobago hatte als Logo eine Steelpan.

## Verbreitung
Seit ihrer Erfindung erfährt die Steelpan eine konstante Entwicklung. Wurden z. B. die Resonanzkörper bis in die späten 1960er-Jahre kaum erkennbar verformt, fand seither ein immenser Fortschritt statt. Die Einstimmung von harmonischen Teiltönen hielt erst in den 1960er-Jahren Einzug in die Welt der Steelpan (Bertie Marshall). Seither gab es viele erwähnenswerte Entwicklungen:
- Neue Erkenntnisse über die geometrische Struktur der Tonfelder
- Akustische Untersuchungen über die Entstehung unterschiedlicher Klänge auf einer einzigen Spielfläche
- Metallurgische Erforschung des Rohmaterials der Steelpan
- Entwicklung des neuen Instruments Hang[3]

Steelpan aller Stimmlagen kommen vor allem in Steelbands zum Einsatz, verbreiteten sich jedoch immer mehr in anderen Musikstilen. Als einzelne Pan in einer Gruppe mit anderen Instrumenten lassen sich vor allem die Sopran-Instrumente „Tenor“ und „Double Tenor“ verwenden. Die Bezeichnung „Tenor“ ist historisch bedingt (frühe Instrumente besaßen 10 Töne = Ten), dem Tonumfang entsprechend wäre die Bezeichnung „Sopran“ richtig. Mittlerweile gibt es Bemühungen, die Tonanordnungen der verschiedenen Register zu vereinheitlichen.
Auch existieren pentatonische Instrumente, geeignet für meditatives Spiel und zur Entspannung. Für den Einsatz in einer Band sind diese Instrumente wegen ihres bewusst eingeschränkten Tonumfanges eher ungeeignet, sie werden mittlerweile in erster Linie im Bereich der Therapie genutzt.
Die Steelpan-Klänge, die man in Popmusik, Werbung usw. hört, werden größtenteils elektronisch erzeugt. Der Klang der Steelpan lässt sich elektronisch relativ gut, doch wegen der nichtlinearen Klangentwicklung von Metallmembranen nicht vollkommen imitieren.
1999 entwickelte der Musikpädagoge Werner M. Weidensdorfer eine spezielle Tonfeld-Anordnung (=alternierend-aufsteigend), wodurch die Steelpan zu einem idealen Instrument für den musikalischen Anfangsunterricht wird. Die Instrumente „PixiPan“ und „TeacherPan“ sind in Deutschland inzwischen zentraler Bestandteil eines umfassenden Unterrichtskonzepts geworden, das mit dem Elementarunterricht im Kindergartenalter beginnt und bis zur Orchester- bzw. Konzertreife ausbildet.
Technisch betrachtet gibt es mittlerweile unterschiedliche Pan-Klänge. Einige Panbauer (Mannette in den USA, Schulz in Deutschland, Parris in Großbritannien) haben ihr Können in Richtung stark resonierender, glockenähnlich klingender Steelpans perfektioniert. Andere wiederum bleiben der Tradition von perkussiven, kurz klingenden Instrumenten verbunden (Smith, Dänemark). Diese klanglichen Differenzen werden durch eine Vielzahl der Bearbeitungsarten des Blechs möglich.

## Herstellung
Die Herstellung wird hauptsächlich in zwei Abschnitte unterteilt:

### Pan-Bau
Jeder Pan-Bauer pflegt in Bezug auf den Bau seiner Instrumente seinen eigenen Stil. Die Größe der Tonfelder z. B. beruht auf Erfahrung wie auch die endgültige Geometrie (Tiefe, Ausdehnung) des Instruments oder die Länge des Mantels. Das verwendete Rohmaterial ist im Allgemeinen ein Feinblech von 1 mm bis 1,4 mm Stärke. Da die Herstellung speziell für den Panbau geeigneter Resonanzkörper nach wie vor eine Ausnahme darstellt, orientiert sich die Mehrzahl der Panbauer an industriell üblichen Normen (in Europa ist 1,2 mm Materialstärke der gebräuchliche Standard).
Das Spundfass wird mit verschiedenen Werkzeugen (Treibkugel, Hammer, Drucklufthammer) von Hand streckgezogen. Die unterschiedlich großen Tonfelder (Membrane) werden nach Beendigung der Treibarbeit eingezeichnet und eingeformt. Die Membrane werden danach graviert, anschließend wird das Instrument ausgeglättet. Durch die mehrfache Kaltumformung des Werkstückes wird das Gefüge des bearbeiteten Feinblechs gestreckt, wodurch einerseits die Härte und Festigkeit erhöht, andererseits aber die Zähigkeit vermindert wird und sich das Material nicht mehr so gut umformen lässt. Durch Rekristallisationsglühen wird eine deutlich bessere Bearbeitbarkeit erreicht.
Das englischsprachige Handbuch Steelpan Building and Tuning des ehemaligen Bibliometrikers der schwedischen Nationalbibliothek Ulf Kronman, herausgegeben vom Stockholmer Musikmuseum, kann kostenlos im Internet heruntergeladen werden; dort ist der Bau beschrieben.

### Pan tuning

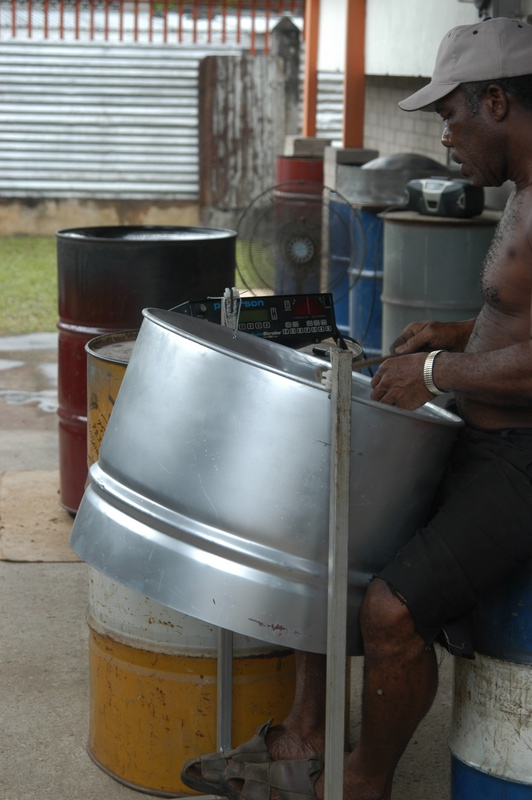
Pantuning

Als pan tuning wird der Prozess der systematischen Einstimmung der Tonfelder bezeichnet. Bis auf einige wenige Universitätsprojekte in den USA existiert keine Ausbildung zum Pantuner. Das Stimmen von Steelpans ist eine Kunst, da dabei mindestens 57 verschiedene Parameter berücksichtigt werden müssen; es basiert hauptsächlich auf Erfahrung. Im Wesentlichen geht es beim Stimmen einer Steelpan darum, innerhalb eines Klanges (am Beispiel Kammerton A, 440 Hz) verschiedene Schwingungsmodi zu ordnen. Zur Vereinfachung wird hier ein einzelnes Tonfeld als Beispiel aufgeführt und dargestellt.
Als Modell dient die Ellipse: Deren gesamte Fläche (und Masse) schwingt als Grundton auf der Frequenz A, 440 Hz. Der erste Teilton (Oberton) des Grundtones ist dessen Oktave A, 880 Hz, der auf der Längsachse der Ellipse eingestimmt wird. Auf der Querachse wird die Quinte der Oktave eingestimmt (E, 1320 Hz). Die Stimmung eines Pan-Klanges entspricht somit der natürlichen Obertonreihe. An und für sich simpel, ist das Stimmen einer Steelpan deshalb sehr komplex, weil nun die Nachbartöne mitschwingen und diesem Umstand Rechnung getragen werden muss. Es geht darum, Schwingungsenergien zu kontrollieren, Abstrahlungen einzelner Frequenzen zu steuern und dadurch einer Steelpan einen angenehmen, „süßen“ Klang zu verleihen. Die einzelnen Tonfelder werden mit einem Hammer gestimmt, wobei die plastische Umformung im Vergleich zum Pan-Bau minimal ist.